# Килбургер, Крейг
Крейг Килбургер (англ. Craig Kielburger; род. 17 декабря 1982 года, Торнхилл, Онтарио, Канада) — канадский социальный предприниматель, менеджер, общественный деятель и гражданский активист, борец за права детей, совместно с братом Марком Килбургером, создатель и руководитель организаций «Свободу детям» (англ. Free the Children) и Me to We.

## Биография
Крейг Килбургер родился 17 декабря 1982 года в Торнхилле (Онтарио, Канада).
Там же обучался в католической школе Bishop Scalabrini Catholic School.
В апреле 1995 года, Крейг рассматривая комиксы в газете Торонто Стар, Крейг Килбург наткнулся на статью о двенадцатилетнем мальчике Икбале Масихе из Пакистана.
В четырёхлетнем возраста тот был фактически продан в рабство, с которого бежал и смог поведать миру свою историю.
Из-за этого Икбал Масих вскоре был убит при невыясненных обстоятельствах.
Крейга потрясла история сверстника и он решил как можно больше узнать о правах человека и их соблюдением в мире.
Килбургер уговорил родителей отпустить его в поездку по Юго-Восточной Азии вместе с другом семьи канадским правозащитником Аланом Рахманом (англ. Alam Rahman), где своими глазами увидел условия, в которых там трудятся дети.
Вернувшись домой, он уговорил своих одноклассников создать детскую организацию, которая позже превратилась в крупнейшую в мире сеть детских организаций «Свободу детям» (англ. Free the Children).
Крейг сформулировал цель «Свободы детям» следующим образом: «Освободить детей от нищеты. Освободить от эксплуатации. Разъяснить детям, что они могут добиться перемен, которые способны изменить их положение».
После непродолжительной успешной деятельности последовала серия неудач.
Старший брат Марк Килбургер в это время уже обучался в Гарварде, но решил поддержать брата в его начинаниях и выступил сооснователем организации.
В 16-летнем возрасте, в 1999 году Крейг издал книгу с одноимённым названием — «Свободу детям».

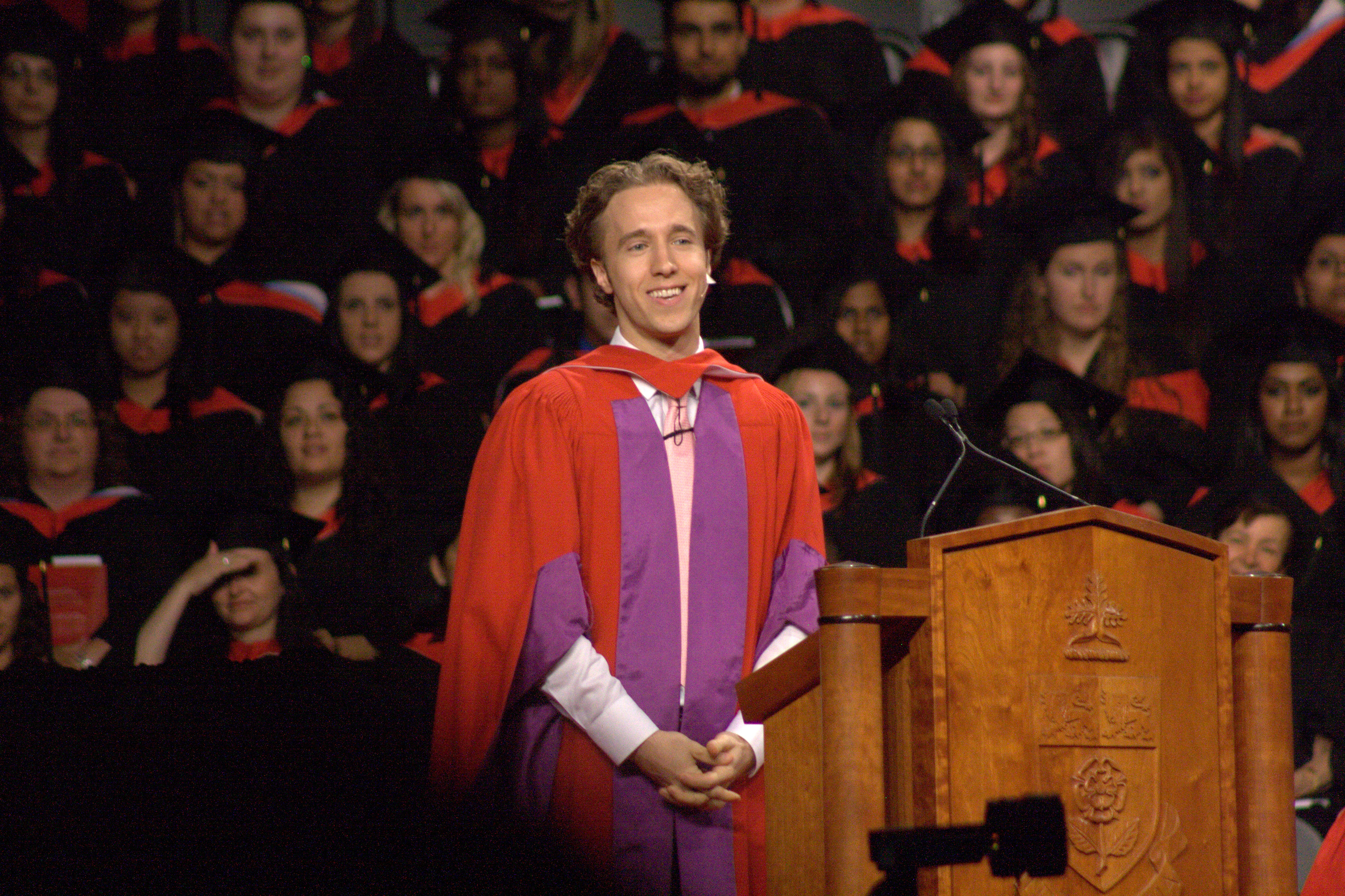
Крейг Килбургер во время лекции в Йоркском университете

Крейг Килбургер обучался в Университете Торонто.
В 2008 году Крейг совместно с братом Марком создали организацию Me to We, деятельность которой направлена на реализацию социально значимых проектов и пропаганду экологически чистых продуктов.
Половину прибыли Me to We жертвует «Свободе детям», вторая часть реинвестируется в рост компании.
В 2009 году Крейг получил степень MBA в Школе бизнеса Шулиха (англ. Schulich School of Business) при Йоркском университете и Келлоггской школе менеджмента (англ. Kellogg School of Management) при Северо-Западном университете по двойной программе обучения.
С 2009 по 2012 годы Крейг Килбургер был членом правления организации скаутского движения канады Scouts Canada.
Крейг Килбургер является колумнистом нескольких газет.

## Награды и премии
20 февраля 2007 года генерал-губернатор посвятил Крейга Килбургера в члены Ордена Канады — удостоил высшей государственной гражданской награды Канады.
Крейг удостоен Медали Бриллиантового юбилея королевы Елизаветы II.
Крейг Килбургер является лауреатом нескольких премий, в частности: премии Нельсона Манделы за права человека (2006; англ. The Nelson Mandela Human Rights Award), Премии мира Сообщества Христа (2005 англ. Community of Christ International Peace Award), премии Мир детей (2002 и 2012; англ. World of Children Awards), премии "Четырёх свобод" (1998 - Свобода от страха") и других.
Крейг Килбургер является почётным доктором 13 университетов, в том числе: Альбертского, Гуэлфского, Йорскского, Карлтонского, Ниписсинского, Торонтского и других.
9 октября 2012 года честь Крейга Килбургера названа средняя школа Craig Kielburger Secondary School в Милтоне (Онтарио, Канада).

## Отзывы
Участвующая в работе организации «Свободу детям» Натали Портман отозвалась о Крейге Килбургере и его деятельности следующим образом:
Он стал бороться за права детей из бедных стран в 1995 году, когда ему самому было всего 12 лет. Вместе с друзьями Крейг начал выступать против использования детского труда в Африке и Азии. С тех пор его работа приобрела всемирный масштаб. Мне нравится, что его действия всегда очень продуманы. Например, если он строит новую школу, обязательно заботится о том, чтобы дети были обеспечены водой и питанием. И правда, какие знания они могут получить, если им нечего есть? Крейг лично контролирует все проекты. Я преклоняюсь перед его желанием показать детям, что они тоже могут изменить мир и вырасти счастливыми. Это прекрасно.